# The Garden
«The Garden» es una canción de la banda de hard rock estadounidense Guns N' Roses. Aparece en el álbum Use Your Illusion I como tema 11, y el álbum recopilatorio Use Your Illusion como tema 5. 
La canción fue escrita antes de que la banda lanzara su exitoso  Appetite for Destruction en 1987, pero no fue incluida en ese álbum, probablemente porque como anunciaron, querían que su primer disco fuera específicamente de hard rock, por lo cual canciones como esta o «Don't Cry», se excluyeron. Fue compuesta líricamente por Axl Rose, la parte musical fue compuesta en conjunto entre Axl Rose, Del James y West Arkeen.
Alice Cooper colabora con algunos versos en la canción, junto con el excantante de Blind Melon, Shannon Hoon en los coros.
A pesar de su relativa popularidad, el tema fue algo subestimado por la banda y nunca fue lanzado como un sencillo. Tampoco fue una canción habitual durante las giras de conciertos de esa época.

## Vídeo musical
El vídeo musical respectivo fue rodado en blanco y negro y a color, con distintas técnicas de encuadre, velocidad o imágenes distorsionadas.  Fue lanzado para promover el Use Your Illusion Tour. 
Muestra a miembros de la banda en distintas locaciones de Nueva York, específicamente en  Times Square y Washington Square Park.
Debido a las diversas escenas que tienen lugar en los clubes de estriptis, el vídeo no se mostró en gran parte de la programación de MTV. 
Este vídeo fue recopilado en el  Welcome to the Videos de 1998.

## Integrantes

### Guns N' Roses
- Axl Rose – voz, coros
- Izzy Stradlin – guitarra, producción
- Slash – guitarra, guitarra rítmica, guitarra acústica
- Duff McKagan – Bajo
- Matt Sorum – Batería, percusión

### Músicos adicionales
- Alice Cooper – voz
- Shannon Hoon – coros
- West Arkeen – guitarra acústica

- Datos: Q841930